# Prostitutie

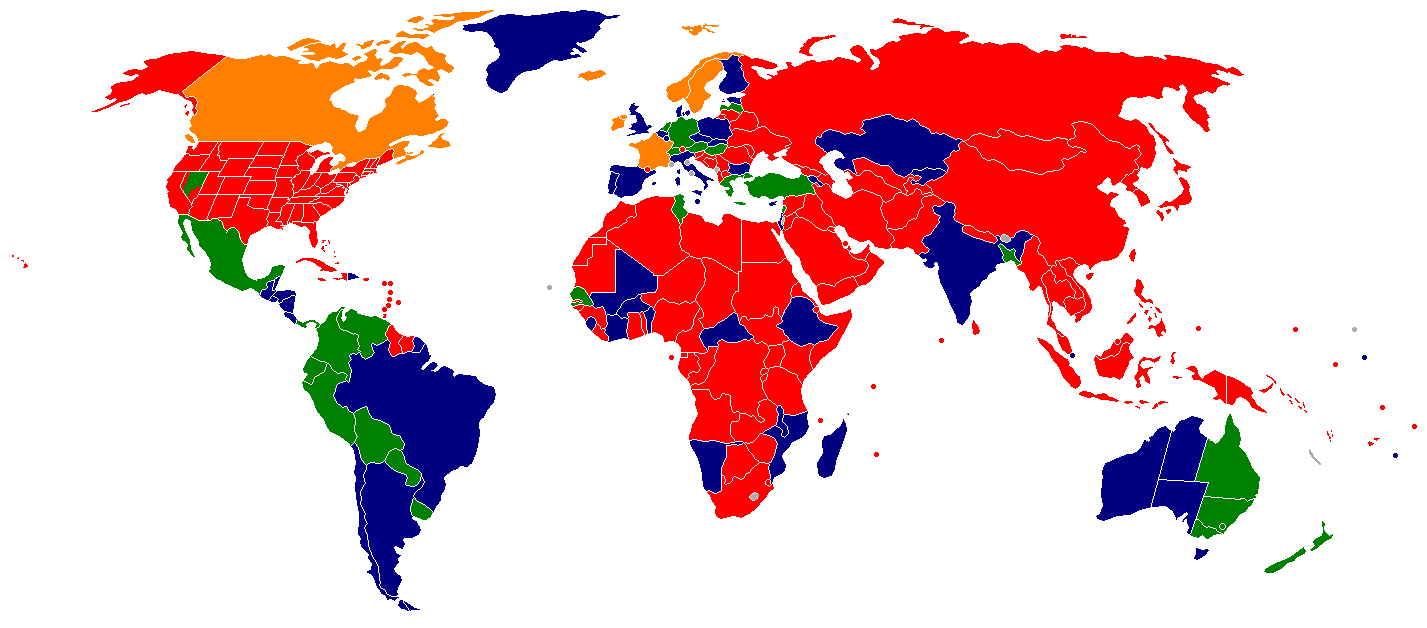
Prostitutie legaal en gereguleerd
Prostitutie (de uitwisseling van seks voor geld) legaal, maar bordelen illegaal, prostitutie is niet gereguleerd
Prostitutie illegaal
Betalen voor seksuele diensten is illegaal, betaald krijgen voor seksuele diensten is legaal
Geen gegevens

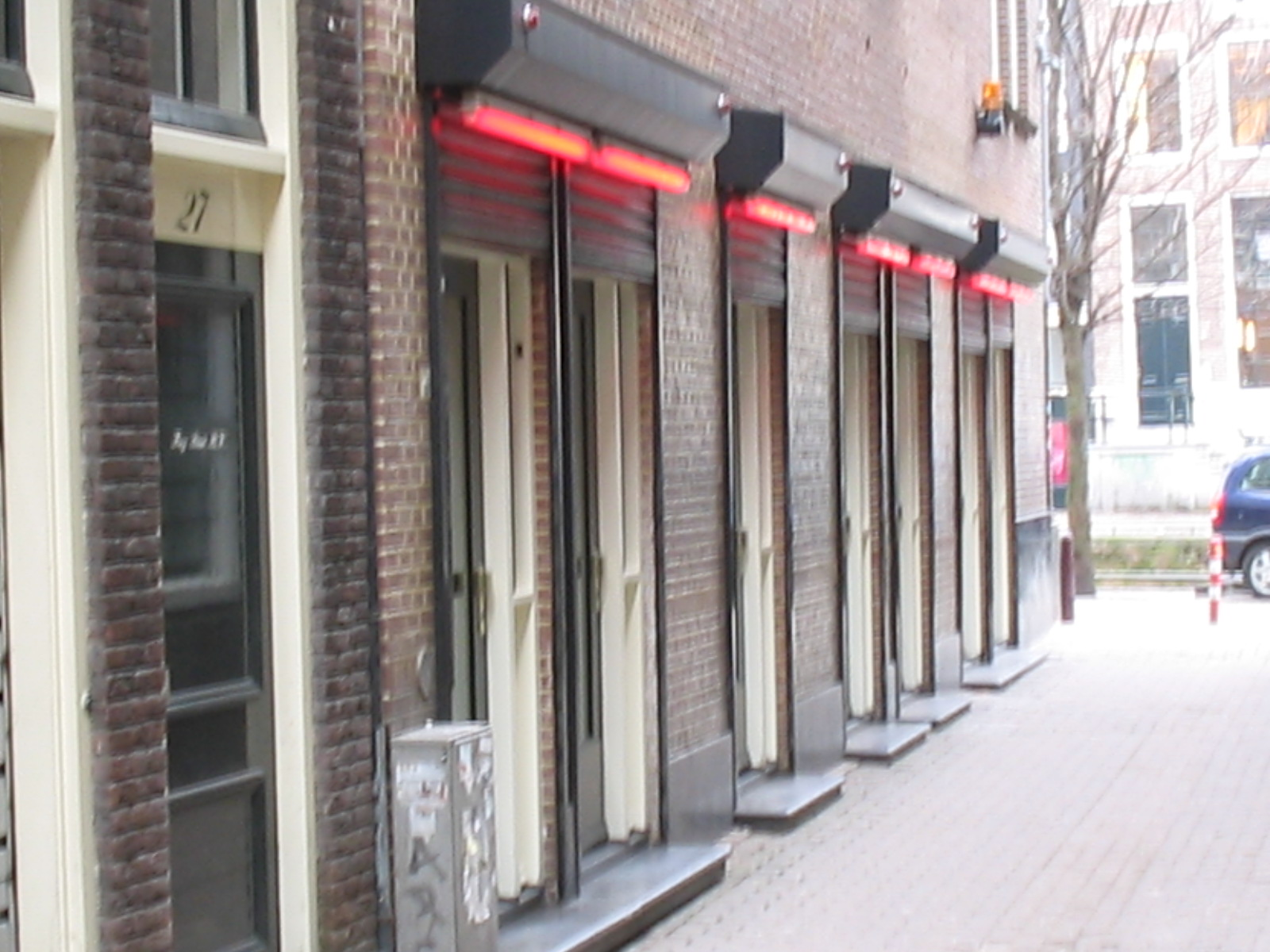
Raamprostitutie in Amsterdam

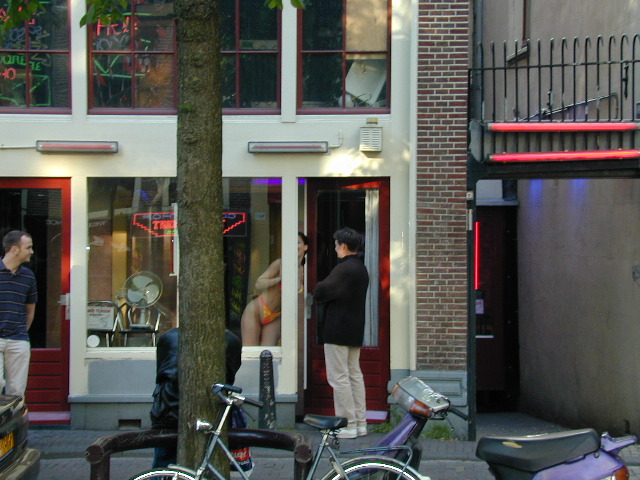
Prostituee en klant, Amsterdam

Prostitutie is het zich als prostitué(e) tegen betaling beschikbaar stellen tot het verrichten van seksuele handelingen aan een prostituant. Dit zich beschikbaar stellen wordt ook zich prostitueren genoemd.

## Benamingen en etymologie
‘Prostitueren’ is afgeleid van de Latijnse woorden pro (= voor, vooraan) en statuere (= plaatsen, neerzetten). Een letterlijke betekenis is dus: uitstallen, naar voren zetten, vooraan zetten, tentoonstellen.
Een oude benaming voor prostitutie is hoererij (hoereren). De vrouwelijke prostituée wordt wel aangeduid met hoer. Deze term kan als dysfemisme (denigrerend) worden opgevat. Voor degenen die dit "beroep" uitoefenen, worden vaak zowel platte als eufemistische termen gebezigd. Voor de vrouwelijke beoefenaars zijn lichtekooi, lichte vrouw, licht meisje, vrouw van lichte zeden, snol en meisje of dame van plezier (afgekort dvp) nog gangbare benamingen. Mannelijke beoefenaars heten vaak schandknaap. Het woord 'hoer' is van Indo-Europese afkomst, en verwant met het Latijnse carus (geliefde) en het Oudindische kāma- (begeerte, vandaar Kamasutra). Het kwam in het Oudnoords terecht als hóra (overspelige vrouw).
Het spreekwoordelijk sekse-neutrale eufemisme "oudste beroep ter wereld" werd in 1967 de titel van een film over dit onderwerp: Le Plus Vieux Métier du monde. Daarin wordt in sketches de ontwikkeling van het beroep door de eeuwen heen geschetst. Michèle Mercier, in de jaren 60 ook bekend door de serie Angelique-films, speelt de fictieve oervrouw die in de prehistorie de verleidelijke werking van make-up ontdekt en hoe zij die kan verzilveren. In werkelijkheid zal landbouwer het oudste beroep ter wereld zijn.

## Soorten prostitutie

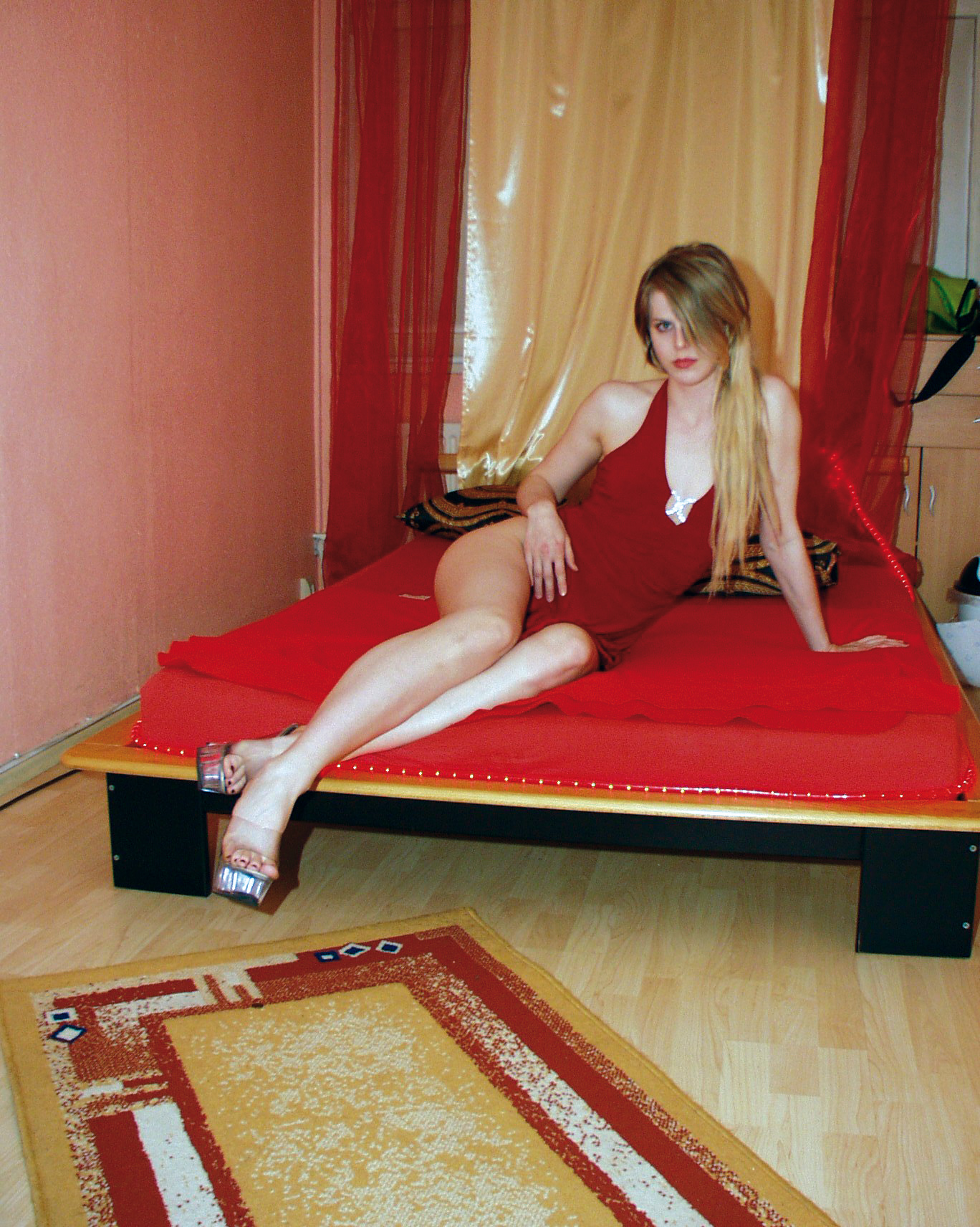
Prostituee in een (Duits) bordeel

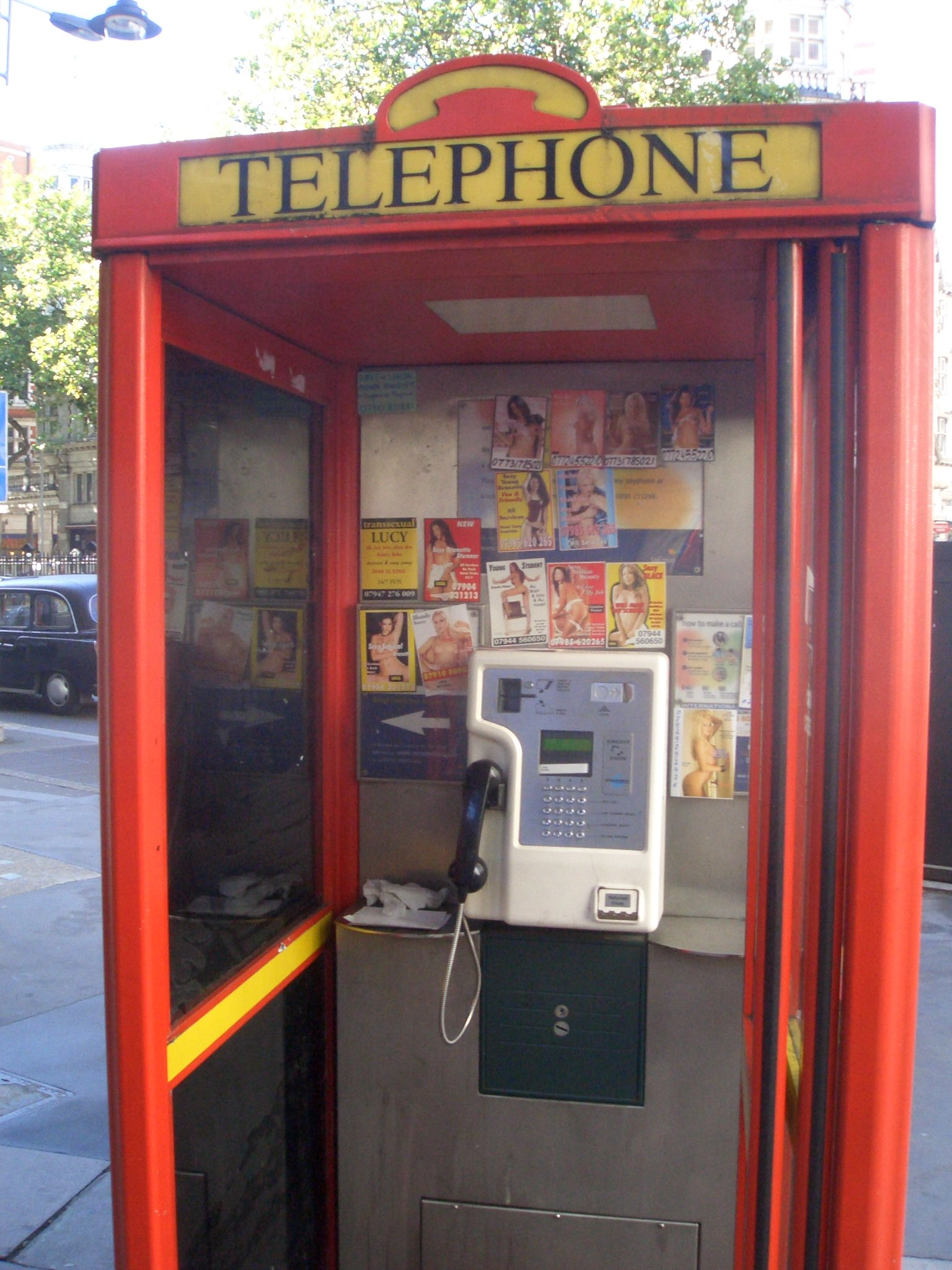
Londense telefooncel met zogenaamde tart cards. Hoewel deze kaartjes door de overheid worden bestreden, zijn ze een alledaags verschijnsel in deze stad.

Er zijn verschillende soorten prostitutie:
- Bij raamprostitutie zit de prostituee achter het raam. Deze vorm van prostitutie komt voor in een aantal landen, waaronder Nederland (in twaalf plaatsen), België, Duitsland en Zwitserland. De bekendste locatie in Nederland is het Wallengebied in Amsterdam.
- Bordeelprostitutie vindt plaats in bordelen of seksclubs: panden die speciaal voor prostitutie zijn ingericht. In een seksclub is een bar aanwezig en praten de klanten eerst met de aanwezige prostituees voordat ze naar een kamer gaan. In een privéhuis is geen bar en worden de prostituees voorgesteld aan de klant waarna ze naar een kamer kunnen gaan. Bordelen zijn vaak te vinden in de zogenaamde 'rosse buurten' of 'red light districts' in grotere steden.
- Bij een escortservice belt de klant een bemiddelingsbedrijf op. Dit bedrijf stuurt vervolgens een prostituee of callgirl naar het adres van de klant, soms een hotelkamer. Er zijn ook veel zelfstandig werkende 'escorts', meestal te vinden via websites of advertenties.
- Bij tippelprostitutie of straatprostitutie pikt de prostituee op straat een klant op en vindt de seks plaats in de auto op een afwerkplek. Soms gaan prostituee en klant naar een hotel. Deze vorm van prostitutie heet tippelen en de vrouwen worden tippelaarsters genoemd. Twee Nederlandse gemeenten hebben een speciale tippelzone. Soms wordt het contact tussen klant en prostituee gelegd door een tussenpersoon; dit wordt husselprostitutie genoemd.
- Bij thuisprostitutie of privéontvangst, vindt de prostitutie plaats bij een prostituee thuis.
- Prostitutie komt ook voor in sommige erotische massagesalons, vooral in landen waar prostitutie niet is toegestaan. Er zijn nog meer bedrijven waar soms prostitutie wordt aangeboden, zoals koffie-/theehuizen of kapsalons.
- Barprostitutie, prostitutie rondom bars. Ofwel de bar is een verkapt bordeel, ofwel de prostituees hangen in bars rond ('barmeisjes').
- Tempelprostitutie is een vorm van prostitutie waarbij de prostituees tempelslaven zijn en hun seksuele diensten bieden voor de god/godin. Het kwam in de Klassieke Oudheid voor en bestaat nu ook nog in India en Nepal.

Als de seksuele handelingen in een hotel plaatsvinden en het hotelpersoneel hier op de een of andere manier een organiserende of anderszins ondersteunende rol in speelt dan is er een grijs gebied tussen escortservice en bordeelprostitutie, hoewel het onderscheid juridisch van belang is voor het hotel. Men spreekt wel van hotelprostitutie.
Als lichte vormen van prostitutie kunnen worden beschouwd:
- een lapdance waarbij de danser de klant aanraakt en/of omgekeerd;
- het tegen betaling of als extra service bij betaalde andere dienstverlening (bijvoorbeeld massage, zie ook erotische massage) verrichten van seksuele handelingen zonder penetratie, zoals masturbatie.

Soms komt in een parenclub of op een andere ontmoetingsplaats voor niet-commerciële seks ook prostitutie voor. Voor zover er een exploitant is kan deze eraan meewerken, het gedogen of het verbieden.
Sommige prostituees hebben vaste klanten die ze goed kennen waardoor de verhouding meer naar een vaste relatie neigt met een emotionele binding. Vaste relaties zoals suikerooms waar wel financiële vergoedingen worden gegeven voor seksuele diensten worden niet als prostitutie beschouwd. De grens is niet altijd duidelijk te trekken.

## Maskering
Prostitutie wordt, met name wanneer het verboden is, veelal gemaskeerd. Een andere reden om het te maskeren is maatschappelijke irritatie door de overlast die prostitutie kan veroorzaken (klanten die af en aan rijden, rommelmakerij waaronder weggegooide condooms, etc.). Dit kan ertoe leiden dat de omgeving de prostituees probeert weg te krijgen, bijvoorbeeld door de politie in te schakelen, te klagen bij de gemeente, tegen de prostitutie te demonstreren of zelfs eigenrichting zoals intimidatie, mishandeling, vandalisme. Manieren om prostitutie te maskeren zijn:
- Alleen 's nachts tippelen;
- Tippelen op plaatsen die wel afgelegen zijn maar toch ook veel bezocht door de doelgroep, zoals verzorgingsplaatsen bij snelwegen, havens of vrachtwagenparkings. Sommige plaatsen staan in het informele circuit bekend om het feit dat er getippeld wordt;
- Adverteren via krantjes of internet en/of slechts op afspraak werken;
- Gebruikmaken van discrete bordelen en seksclubs;
- Prostitutie rondom bars of waarbij het bordeel gemaskerd is als bar vindt men vaak in Azië. Ook 'bar-bordelen' komen voor: bars met prostituees waar men ter plekke seks mee kan hebben. Extra belastend voor de prostituee is dat ze vaak iedere avond grote hoeveelheden alcohol moet drinken.
  - De werkneemsters komen de klanten vermaken en kunnen afhankelijk van de gewoonte en het aantal genuttigde consumpties door een klant voor de avond 'afgekocht' worden bij de eigenaar ('exit fee' of 'salida'). Officieel is dit een schadeloosstelling voor de eigenaar in ruil voor een avondje stappen met het meisje (dat nu dus natuurlijk verder niet kan werken). Vaak wordt er echter seksuele dienstverlening verwacht van het meisje.
  - De prostituees werken in een bar en vermaken de klanten door bij hen te zitten en soms wat met hen te drinken. Eventueel kan een klant tegen betaling zich met de prostituee in een achterkamertje of darkroom terugtrekken om seks te hebben. Soms krijgen de prostituees aangelengde drankjes of water.
  - Soms worden de diensten 'gratis' aangeboden of seksuele toenaderingen van de bezoeker getolereerd wanneer de klant een groot bedrag heeft uitgegeven of de eigenaar of het meisje een 'fooi' heeft betaald. Hoewel er 'officieel' een niet-seksuele dienst tegenover staat is er wel degelijk indirect sprake van betaling voor seks, met name omdat de prijzen voor drankjes in 'bar-bordelen' vaak hoger liggen dan in normale bars. Ook hier krijgen de prostituees vaak aangelengde drankjes of water.
  - Ook komt het voor dat prostituees in bars rondhangen, wat hen de benaming 'barmeisje' heeft opgeleverd. Eigenaars tolereren dit vaak in ruil voor een commissie.
  - Bij dit soort prostitutie kan de grens met datingfraude en 'golddigging' vaag zijn; het komt voor dat klanten op de prostituees verliefd worden en dat deze misbruik hiervan maken door de klant financieel nog verder uit te kleden.
- De prostituee benadert (in samenwerking met het hotel) telefonisch 's nachts gasten. Wanneer een vrouw opneemt wordt direct opgehangen, maar wanneer een man opneemt wordt hem een (erotische) massage of zelfs direct seks aangeboden. Dit soort prostitutie vindt veelal plaats in China, waarbij hotelmedewerkers de prostituees in ruil voor een deel van de opbrengst binnenlaten en naar de kamers laten telefoneren;
- De bordelen presenteren zich als massagesalon, sauna of kapsalon, waarbij weliswaar knipbeurten, sauna- of massagediensten worden aangeboden, maar dit slechts bijzaak is ten opzichte van hun ware 'core business': prostitutie. Vaak zijn deze zaken te herkennen aan een overdaad aan roze in de etalages en neonreclames. Bovendien staan ze in het informele circuit bekend als bordelen. Er zijn ook massagesalons waar naast de normale massage de klant wel tot een seksueel hoogtepunt wordt gemasseerd (happy end), maar er geen seksuele penetratie plaatsvindt en er dus volgens hen geen seks plaatsvindt.
- Antiprostitutiewetgeving ontduiken door seksuele dienstverlening die niet onder de definitie valt. Vaak betreft dit seks zonder penetratie zoals masturbatie, sumata en coitus a mamilla.

## Perceptie
De morele waardering van prostitutie verschilt per cultuur. In de westerse wereld vinden velen prostitutie onzedelijk en/of mensonwaardig. Overheden gaan op verschillende manieren om met prostitutie variërend van een verbod op alle vormen van prostitutie (bijvoorbeeld wegens morele veroordeling) tot een systeem waarin prostitutie en het exploiteren van prostitutie volledig gelegaliseerd zijn, al of niet met speciale regels voor bijvoorbeeld het beschermen van de volksgezondheid en het tegengaan van gedwongen prostitutie, vrouwenhandel en prostitutie door minderjarigen.

## Geschiedenis (algemeen)

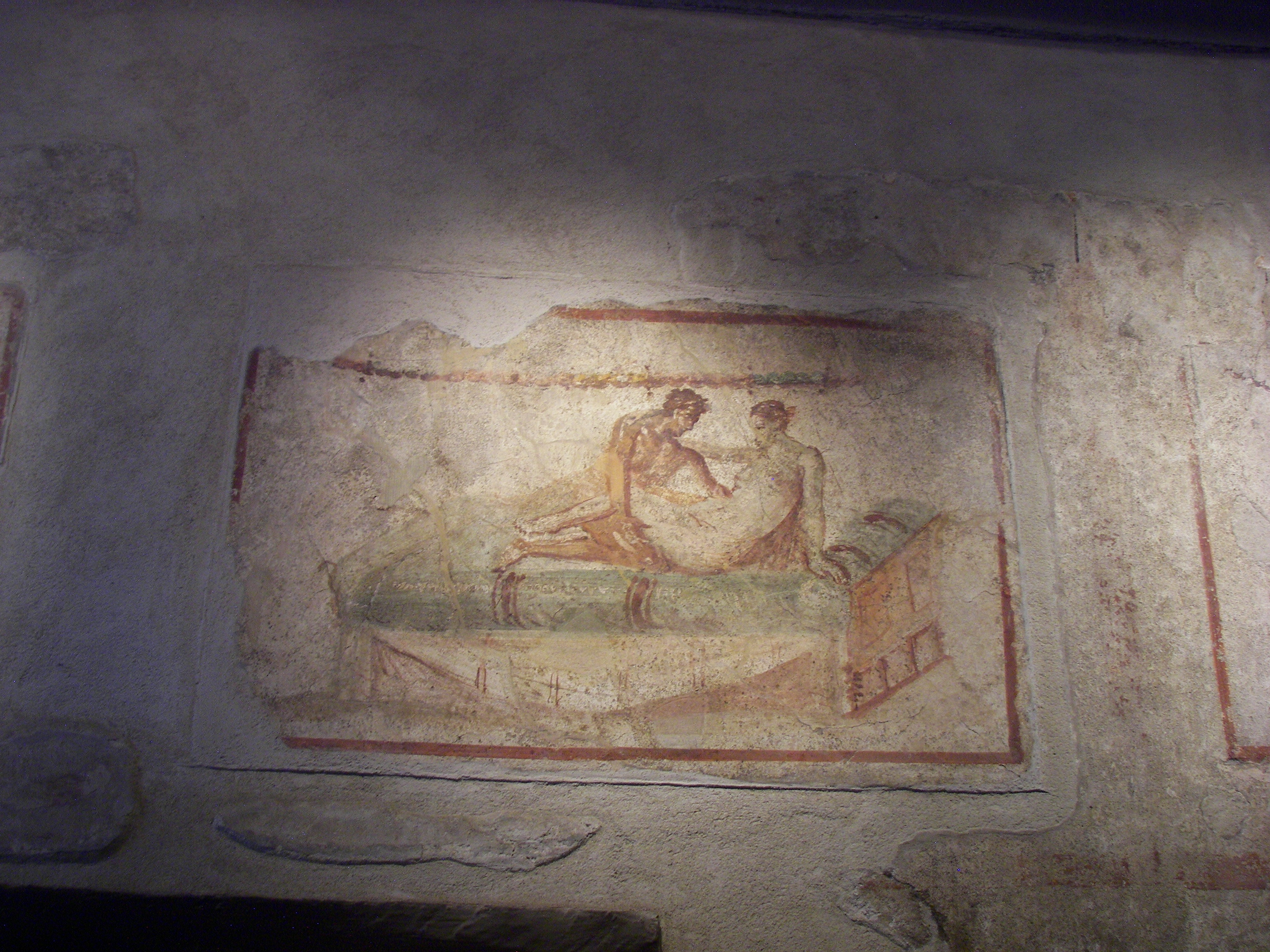
Fresco in het grote lupanar (bordeel, letterlijk: ‘wolvinnenkuil’) in Pompeï, bedolven 79 n. Chr.

Vrijwillige prostitutie is vermoedelijk ouder dan de moderne mens.
Ook gedwongen prostitutie is zeker duizenden jaren oud.
De klassieke Griekse en Romeinse beschavingen kenden zowel vrije als slavinnenprostitutie.
Rond het begin van onze jaartelling stelde de Romeinse keizer buitenechtelijke seks tussen vrijgeborenen strafbaar.
Latere keizers verboden vrouwen uit ridderlijke families zich te prostitueren. Het Christendom legde veel nadruk op het zich onthouden van seks. In het christelijke boek de Bijbel roept apostel Paulus op, weg te blijven bij hoererij. Het Christendom, en daarmee de christelijke seksuele moraal, verspreidde zich als staatsgodsdienst over heel Europa.
Vanaf de 13e eeuw werd soms, vanuit christelijke principes, tijdelijk alle prostitutie verboden.
Tot 1530 werd in heel Europa echter prostitutie meestal getolereerd in bepaalde straten of buurten van de steden.
Vanaf de Reformatie (1517) en de Contrareformatie (ca. 1522) werd in de westers-christelijke wereld prostitutie bestreden en strafbaar gesteld, wat in ieder geval leidde tot heimelijker werkwijzen van de prostitutiebedrijvigheid.
Vanaf de 17e eeuw loopt prostitutiebeleid in westerse landen nogal uiteen, waarbij in ieder land periodes van tolerantie, repressie en regulering elkaar afwisselen. Ook buiten de westerse wereld is het prostitutiebeleid zeer divers (zie ook volgende paragraaf, en kaartje boven in dit artikel).

## Prostitutiebeleid (algemeen)

### Criminalisering
Criminalisering van prostitutie is het gevolg van afwijzing van prostitutie, doorgaans om religieus-morele reden, of uit angst voor infectieziektes, mensenhandel of criminaliteit (zie Geschiedenis van de prostitutie).
Door de prostitué(e) en/of de prostitutieklant en/of gerelateerde activiteiten strafbaar te stellen hoopt men de seksindustrie kleiner te maken of te elimineren.

#### Prohibitionistisch
De strengste vormen van criminalisering van prostitutie noemt men ook wel prohibitionistisch beleid: alle vormen van prostitutie zijn daarin onacceptabel en daarom illegaal. Dit is het beleid in de Verenigde Staten (behalve een paar plaatsen in de staat Nevada), de meeste islamitische landen, Volksrepubliek China en veel voormalige communistische landen.
Ondanks het illegale karakter van sekswerk komt prostitutie in de stad New York toch voor. Sekswerkers kunnen er door de politie gearresteerd worden.

#### Abolitionistisch
De iets gematigder vormen van criminalisering, die verkoop van seks toestaan maar diverse gerelateerde activiteiten niet (bijvoorbeeld bordeelhouderschap, tippelen, souteneurschap, exploitatie van prostitutie), noemt men abolitionistisch.
In de praktijk leidt zulk beleid er vaak toe dat het bijna onmogelijk is aan prostitutie te doen zonder een wet te overtreden. Dit geldt voor het beleid in het Verenigd Koninkrijk, België, Bulgarije, Tsjechië, Denemarken, Estland, Frankrijk, Italië, Letland, Polen, Spanje, Canada en delen van Oostenrijk. Toch is prostitutie in Polen blijven bestaan.
Zweden gaat uit van het principe dat prostitutie nooit vrijwillig kan zijn. Door de wetenschap wordt die stelling nog niet gezien als onderbouwd. Zweden (1999) is het eerste land dat wel de kopers van seks strafbaar stelde maar niet de sekswerkers, om via het bestrijden van de vraag naar prostitutie het fenomeen te verminderen of elimineren.
Als gevolg van deze repressieve wetgeving ontstond er sekstoerisme van Zweedse mannen naar andere landen. Een zakenreis naar Kopenhagen of Nederland kan gemakkelijk dienen als dekmantel voor een bordeelbezoek.
Finland (2007), Noorwegen (2009) en IJsland (2009) hebben zulke wetgeving ook ingevoerd.
De situatie in Finland na 2007 is toch verschillend van die in Zweden. Enerzijds probeert de Finse politie misbruiken in de sector te bestrijden. Anderzijds zijn er veel buitenlandse sekswerkers die bepaalde restaurants als locatie gebruiken om hun diensten aan te bieden en te verkopen, vooral in het centrum van Helsinki. Sommige restaurants zijn bereid om dit toe te laten omdat ze iets kunnen verdienen aan de prostituées door hen toegangsgeld te doen betalen, plus een bedrag wanneer ze de zaak verlaten met een klant. Meer dan de helft van de prostituées zijn er buitenlandse vrouwen.
Als in Zweden de politie ingrijpt bij straatprostitutie dan is dat meestal zodra er (vooruit)betaald is. De prostituee mag dan het al betaalde geld houden.

### Legalisering/regulering
Legaliseren van vormen van prostitutie, oftewel het opheffen van een wettelijk verbod op bepaalde vormen van prostitutie, gaat doorgaans gepaard met het instellen van regels en voorwaarden voor die toegestane vormen van prostitutie. Daarom wordt in die gevallen ook wel gesproken van ‘regulering’. Zulke voorwaarden kunnen betrekking hebben op vergunningen, registratie en verplichte gezondheidsonderzoeken. Bedrijven of sekswerkers zonder vergunning zijn dan strafbaar.
Legalisering vond bijvoorbeeld plaats met de invoering van regulering in Frankrijk in 1802, de wetswijzigingen in Nederland op 1 oktober 2000 en de invoering van de Duitse prostitutiewet op 1 januari 2002. Deze Nederlandse en Duitse legalisering gingen gepaard met regulering.
Prostitutie is daarnaast ook gereguleerd in Zwitserland, delen van Oostenrijk, Griekenland, Turkije, Senegal, Nevada (VS) en veel Australische staten. In Tunesië is, als enige Arabische land, prostitutie legaal.
In de lidstaten van de Europese Unie, voor zover in deze staten prostitutie is toegestaan, geldt overwegend een minimumleeftijd van 18 jaar voor de legale prostituee. In Nederland wordt 21 jaar voorgesteld (zie Wetsvoorstel 'regulering prostitutie').

### Decriminalisering/deregulering
Er zijn ook landen die geen wetten tegen vrijwillige prostitutie hebben en ook geen speciale regelgeving. Gedwongen prostitutie en kindprostitutie zijn daar wel strafbaar. Prostitutie is in deze landen de facto erkend als legitiem werk en valt dan ook onder de gewone arbeids- en gezondheidsvoorschriften. Prostituees hebben dezelfde rechten en plichten als andere werknemers (bijvoorbeeld belasting betalen)
In deze landen is de redenering dat prostitutie moet worden beschouwd als een gewone overeenkomst tussen twee volwassenen (consenting adults). Zo probeert men ook de sekswerkers minder kwetsbaar te maken voor sociale uitsluiting en het eenvoudiger te maken ander werk te zoeken. Alleen New South Wales (in Australië) en Nieuw-Zeeland hebben voor deze aanpak gekozen.

## Wetgeving (Nederland)
Prostitutie is legaal.
Een zedendelict dat gaat over prostitutie is echter artikel 248b Sr, dat bepaalt:
Hij die ontucht pleegt met iemand die zich beschikbaar stelt tot het verrichten van seksuele handelingen met een derde tegen betaling en die de leeftijd van zestien jaren maar nog niet de leeftijd van achttien jaren heeft bereikt, wordt gestraft met een gevangenisstraf van ten hoogste vier jaren of geldboete van de vierde categorie.
Voor seks met een prostitué(e) onder de 16 gelden de algemene regels voor seks met iemand onder de 16.

### Ruilseks
Bij ruilseks biedt iemand een vorm van dienstverdeling aan (bijvoorbeeld het doen van een klusje in huis, het geven van rijles of juridische dienstverlening) met betaling in natura door het toestaan van seks. Dit is niet verboden als de eerstgenoemde partij 16 jaar (bij rijles 18 jaar) of ouder is en de andere partij 18 jaar of ouder, en het gaat om vrijwilligheid en wederzijdse instemming op basis van gelijkwaardigheid.

### Wet strafbaarstelling misbruik prostituees die slachtoffer zijn van mensenhandel
Op 1 januari 2022 is in werking getreden de Wet van 29 juni 2021 tot wijziging van het Wetboek van Strafrecht en het Wetboek van Strafrecht BES, houdende de invoering van de strafbaarstelling van misbruik van prostitué(e)s die slachtoffer van mensenhandel zijn (Wet strafbaarstelling misbruik prostituees die slachtoffer zijn van mensenhandel).
De wet stelt strafbaar hij die seksuele handelingen verricht met een ander, terwijl hij weet of redelijkerwijs moet vermoeden dat die ander zich beschikbaar stelt tot het verrichten van seksuele handelingen met een derde tegen betaling onder omstandigheden bedoeld in artikel 273f, eerste lid, sub 1º.
Dit betreft de situatie dat de ander door dwang, geweld of een andere feitelijkheid of door dreiging met geweld of een andere feitelijkheid, door afpersing, fraude, misleiding dan wel door misbruik van uit feitelijke omstandigheden voortvloeiend overwicht, door misbruik van een kwetsbare positie of door het geven of ontvangen van betalingen of voordelen om de instemming van een persoon te verkrijgen die zeggenschap over die ander heeft, is verworven, vervoerd, overgebracht, gehuisvest of opgenomen met het oogmerk die ander uit te buiten.
Deels zou dit ook al kunnen vallen onder artikel 273 f lid 1, sub 6 (opzettelijk voordeel trekken uit de uitbuiting van een ander), maar de nieuwe bepaling is uitgebreider en explicieter.
De klant zou een redelijk vermoeden kunnen ontlenen aan, en dus acht moeten slaan op, signalen die betrekking hebben op:
- Het slachtoffer zelf, bijvoorbeeld blauwe plekken of striemen, angst, afkeer of verdriet.
- De omgeving waarin de seksuele diensten worden aangeboden, bijvoorbeeld garageboxen, ruimtes op verlaten industrieterreinen, of niet permanent bewoonde vakantie- of woonhuizen; presentatie onder dwang van de prostitué(e) aan de klant.
- De wijze waarop prostituanten in contact worden gebracht met het slachtoffer in kwestie, bijvoorbeeld via "een louche kanaal zoals een recensiewebsite waar de diensten van prostitué(e)s besproken worden", of vage tussenpersonen.

Als voorbeeld van een methode van opsporing van een verdachte nadat politie/justitie een slachtoffer heeft ontdekt, wordt genoemd het nagaan van de identiteit aan de hand van het IP-adres van iemand die een recensie heeft geschreven over deze prostitué(e).
Naar aanleiding van de Valkenburgse zedenzaak (2015) nam het OM zich voor om klanten van minderjarige prostituees vaker en harder te straffen (b.v. celstraffen i.p.v. taakstraffen eisen). In deze zaak betrof het een 16-jarige prostituee die 43 klanten had. 38 van hen werden veroordeeld. In de jaren erna daalde het aantal veroordelingen van klanten van minderjarige sekswerkers.

## Geschiedenis en beleid in Nederland

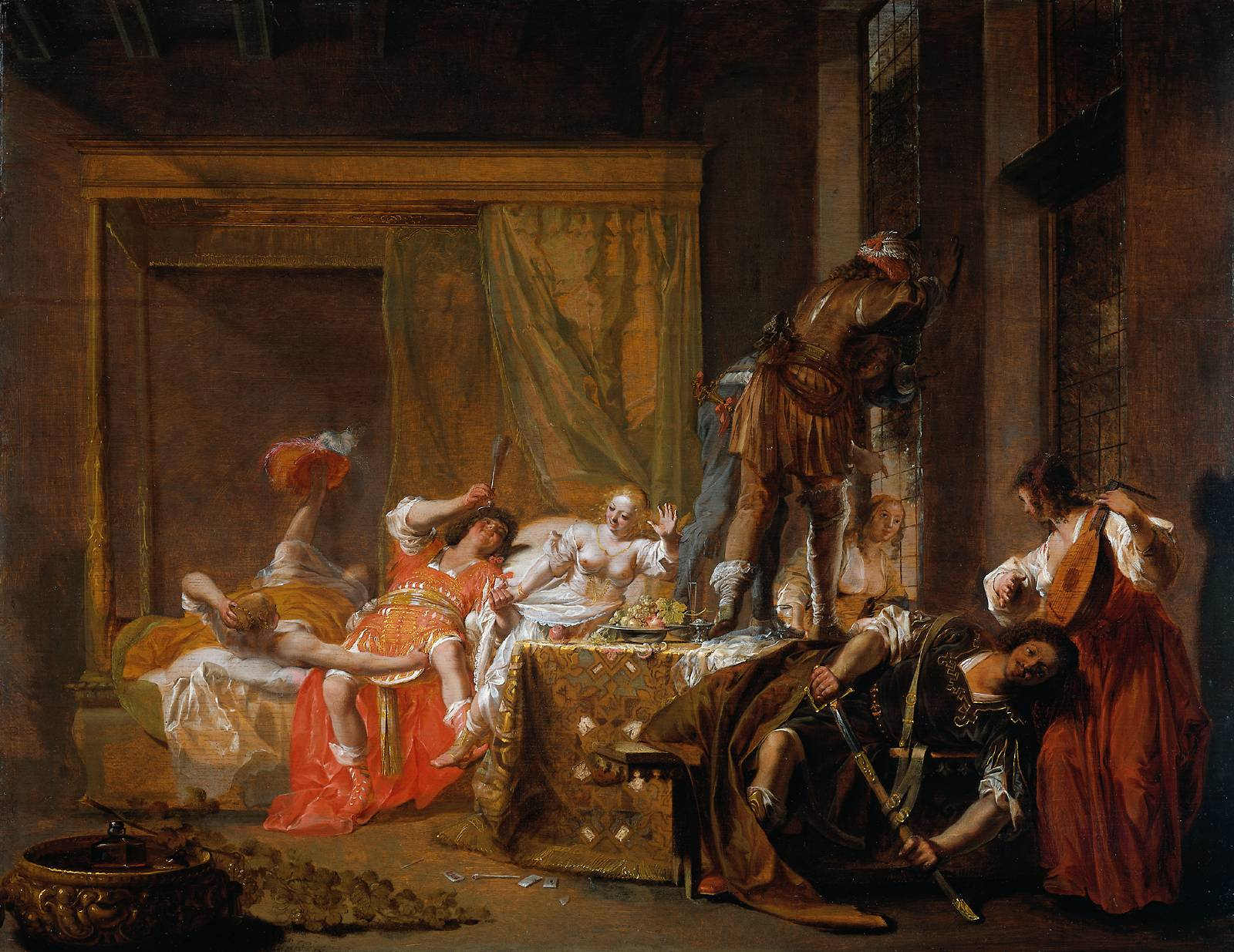
Bordeelscène. Nicolaus Knüpfer, olieverf op paneel, ca. 1650. (Rijksmuseum Amsterdam)

Naar schatting zijn er in Nederland 20.000 tot 30.000 fulltime prostituees, waarvan ongeveer de helft afkomstig is uit het buitenland. In België zou het gaan om circa 30.000 prostituees, waarvan minstens de helft uit het buitenland afkomstig is.

### Ca. 481–1570 n.Chr.
In het Frankische Rijk, heersend in Nederland vanaf 481, bestond prostitutie volop. De introductie van het christendom had de eerste eeuwen geen effect op de hier heersende seksuele praktijken.
De houding van de christelijke kerk was bovendien, tot circa 1500: seks buiten het huwelijk is onkuis, verwerpelijk, maar prostitutie is noodzakelijk om de ‘eerbare vrouwen’ te vrijwaren van aanranding.
Tot circa 1570 werd in het huidige Nederland prostitutie doorgaans overal toegelaten, maar wel vaak beperkt en geconcentreerd in bepaalde buurten of straten.

### 1570–1809
Vanaf 1570, toen de Republiek der Zeven Verenigde Nederlanden onder calvinistische heerschappij kwam, werd prostitutie verboden.
Dit verbod werd echter verre van consequent gehandhaafd. Prostitutie vond plaats in zogenaamde musico’s en andere kroegen; zo af en toe werd daartegen een razzia ondernomen, en werden enkele van de aangehouden vrouwen enige tijd uit de stad verbannen of in de vrouwengevangenis geplaatst.

### 1809–1888

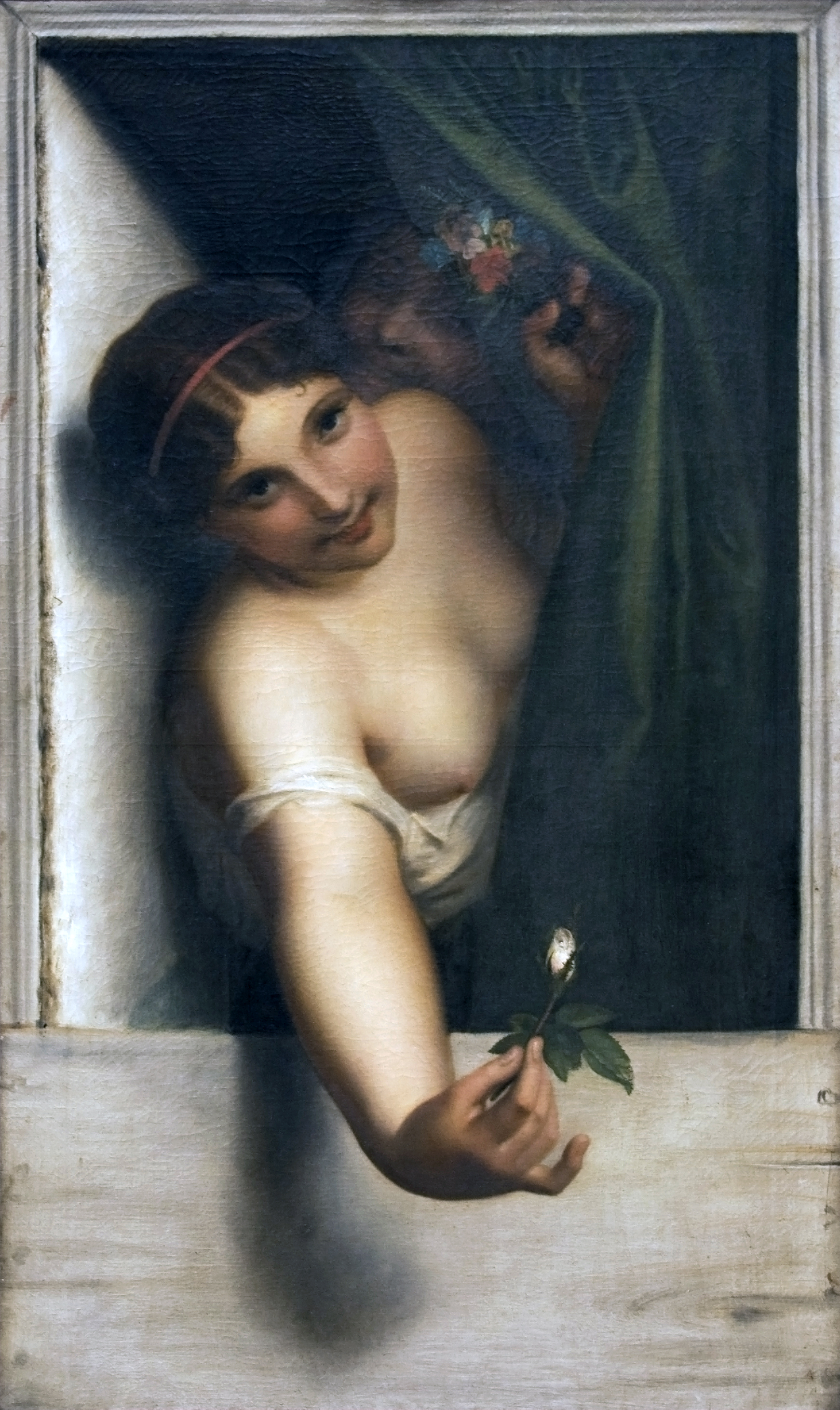
Negentiende eeuw, Antoine Wiertz

De Franse bezetter verving in 1809–1811 het quasi-verbod op prostitutie door een systeem van streng gereguleerde en gecontroleerde bordelen. Toen de Fransen in 1813 Nederland weer verlieten was er onenigheid zowel binnen als tussen de steden, over hoe het nu verder moest. Sommige steden bleven reguleren op ‘Franse’ wijze; Amsterdam, Rotterdam en Utrecht weigerden formeel die reglementering te herinvoeren, maar lieten intussen soms wel hun politiedienst op eigen gezag de bordelen reguleren.

### 1889–1980
Vanaf 1889 voerden steden weer gemeentelijke bordeelverboden in, daartoe aangezet door vooral protestants-christelijke actiegroepen.
Dit werd gevolgd door het landelijke bordeelverbod in 1911.
Raamprostitutie bleef daarna op sommige plaatsen wel getolereerd worden; deels, omdat lastig te bewijzen was, dat daar beroepsmatig “ontucht door anderen met derden” werd teweeggebracht of bevorderd – zoals de wetstekst luidde.
Ook ontstonden ‘massagehuizen’, en andere dekmantels voor prostitutie. Het effect van de opvoedkundig bedoelde bordeelverboden was twijfelachtig. Vanaf begin jaren zeventig erkenden gemeentebesturen openlijk dat gedogen van prostitutie, op daartoe aangewezen plaatsen, noodzakelijk was.

### 1981–heden
Rond 1981 ontstonden initiatieven om het bordeelverbod uit het Wetboek van Strafrecht te schrappen. Uiteindelijk gebeurde dat in 2000.
Vooruitlopend daarop verboden steden uitbreiding van hun zichtbare prostitutiebranche of drongen die deels, of zelfs geheel, terug.
Na 2000 gingen steden verder met hun terugdringen van legale en zichtbare prostitutiebedrijvigheid.

## Belgische wetgeving

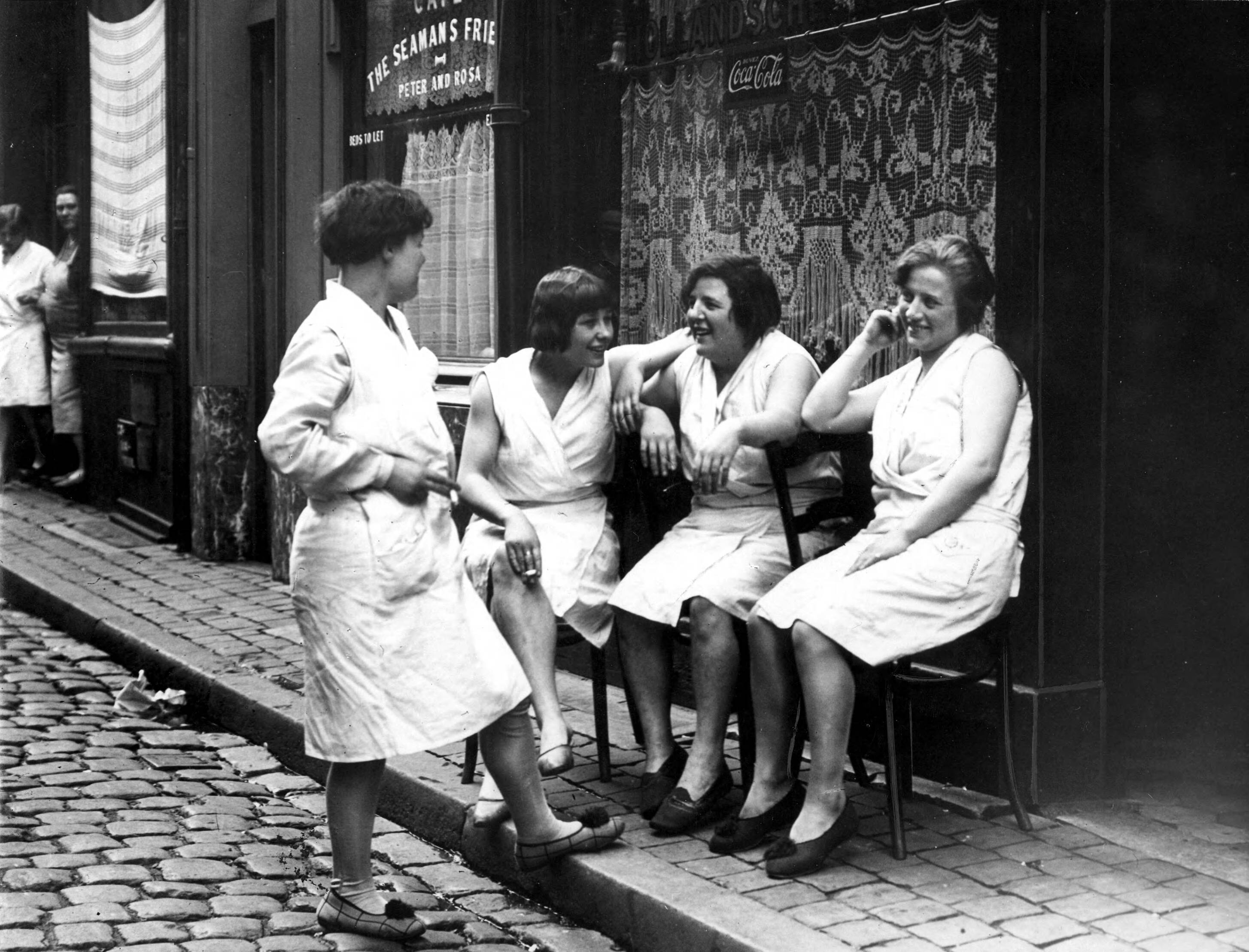
Prostituees in Antwerpen (1929)

Sinds 2022 is de prostitutiesector in België gedecriminaliseerd. Reeds voorheen waren de sekswerker zelf en de klant niet strafbaar, maar iedereen eromheen wel (kamerverhuurders, boekhouders, verzekeraars, chauffeurs, enz.). In een eerste fase is zelfstandige prostitutie mogelijk gemaakt. Ook prostitutie onder werknemersstatuut is toegelaten volgens minister Vincent Van Quickenborne, voor zover er een rechtsgeldige arbeidsovereenkomst bestaat en er geen sprake is van uitbuiting door hoge kosten of afgeven van inkomsten. Hij noemde het Nieuw-Zeelandse model als voorbeeld. Niettemin blijft misbruik strafbaar door een aantal misdrijven rond pooierschap en mensenhandel. Het gaat meer bepaald om het openbaar aanzetten tot prostitutie, het reclame maken voor andere dan eigen seksuele diensten, en het organiseren van de prostitutie van een ander om een onwettig voordeel te bekomen.

## Prostitutiebeleid in andere landen

### Zweden
In Zweden is de klant van een sekswerker strafbaar. Dat betekent dat prostitutie minder zichtbaar werd, mogelijk afgenomen maar zeker niet verdwenen. Het NIKK rapport van 2008, schatte het aantal vrouwen in de sector op ongeveer 300 in de straatprostitutie en 300 vrouwen plus 50 mannen die werken via het internet. Het gaat echter om schattingen. Er is dus een onbekend aantal vrouwelijke sekswerkers in Zweden. Sommigen zijn afkomstig uit Polen.
Qua opleiding verschillen sekswerkers er niet veel van de rest van de bevolking: bijna allemaal hebben ze een diploma secundair onderwijs en de helft heeft een universitair diploma.

### Suriname
Een van de weinige strafbepalingen in verband met prostitutie in Suriname is artikel 66 van de Politiestrafwet. Dit artikel bepaalt: 'Met een geldboete van ten hoogste honderd gulden of hechtenis van ten hoogste een maand wordt gestraft de vrouw van bekend onzedelijk gedrag, die op de openbare weg of plaatsen van de openbare weg af zichtbaar, door enigerlei houding of vertoning opzettelijk de aandacht der voorbijgangers tot zich trekt.' Dit artikel bestraft dus het lokken van klanten door prostituees, hetzij op de openbare weg, hetzij van in een prostitutiehuis (raamprostitutie). Artikel 66 van de Politiestrafwet is, zoals de tekst duidelijk zegt, alleen van toepassing op een 'vrouw'. Mannelijke prostitués kunnen op grond van dat artikel dus niet gestraft worden.
Artikel 66 van de Politiestrafwet is alleen van toepassing op een 'vrouw van bekend onzedelijk gedrag'. Het meisje dat op straat even de aandacht op zich vestigt, om de blik van een jongen naar zich toe te leiden, zal dus niet strafbaar zijn, indien zij niet van 'bekend onzedelijk gedrag' is.
Zij die de prostitutie van anderen opzettelijk teweegbrengen of bevorderen zullen in Suriname strafbaar zijn op grond van artikel 306 van het Wetboek van Strafrecht van Suriname: 'Hij die van het opzettelijk teweegbrengen of bevorderen van ontucht door anderen met derden een beroep of een gewoonte maakt, wordt gestraft met gevangenisstraf van ten hoogste een jaar of geldboete van ten hoogste duizend gulden.'
Op de souteneur zal artikel 503 van het Wetboek van Strafrecht van toepassing zijn:
'Art. 503. Met hechtenis van ten hoogste zes weken wordt gestraft:
- 1º. als schuldig aan bedelarij, hij die in het openbaar bedelt;
- 2º. als schuldig aan landloperij, hij die zonder middelen van bestaan rondzwerft;
- 3º. hij die als souteneur uit de ontucht van een vrouw voordeel trekt.'

### Turkije
In Turkije is prostitutie legaal. Echter: een vrouw die er als prostituee staat geregistreerd kan later nooit bij de overheid werken.

### Overige landen
- Duitsland
- Frankrijk
- Spanje
  - Madrid
- Oostenrijk
- Singapore
- Thailand
- Verenigde Staten
- Verenigd Koninkrijk

Prostitutie is illegaal in Andorra. Deze bergstaat heeft echter slechts 80.000 inwoners. Een bezoek aan Spanje of Frankrijk is bovendien gemakkelijk.
In Zwitserland en Griekenland is prostitutie legaal. Prostitutie nam toe tijdens de economische crisis in Griekenland.
In Polen is prostitutie legaal. Het is wel strafbaar om geld te verdienen aan het sekswerk van derden. Pooiers worden wel vervolgd. Het aantal prostituees in Polen wordt geschat op 12.000 à 20.000. Precieze cijfers zijn niet beschikbaar. Een studie uit 2009 toonde dat 66% van de prostituees in Polen de Poolse nationaliteit hebben. De rest zijn immigranten, waarvan 91% uit Oost-Europa komt, vooral uit Oekraïne, Rusland en Belarus.
Volgens onderzoek onder prostituees in Polen worden seksuele diensten gebruikt door mensen uit alle sociale groepen (inclusief buitenlandse toeristen). In het onderzoek van Zbigniew Izdebski (Pools pedagoog en seksuoloog, specialist in gezinstherapie) uitgevoerd in Polen (2005) antwoordde 12% van de ondervraagde mannen en minder dan 1% van de vrouwen gebruik te maken van betaalde seksuele diensten. Het hoogste percentage mannen dat betaalde seksuele diensten gebruikte, werd geregistreerd onder 25-29-jarigen met een hogere opleiding (14%), mannen die in grote steden wonen, d.w.z. meer dan 500.000 inwoners (15%) en niet-gelovigen (25%). Bijna 70% van hen ziet niets verkeerds in het hebben van seks buiten het huwelijk, maar slechts 12% zou accepteren dat hun echtgenoten hetzelfde werk zouden doen. Meer dan 70% van hen beschouwt zichzelf als goede echtgenoten en vaders.

## Klanten
| Sinds 1945 zijn er enkele onderzoeken naar klanten van prostituees gedaan. Het eerste onderzoek in de Verenigde Staten in 1948 liet zien dat twee op de drie mannen ooit in hun leven hadden betaald voor seks, en dat vijftien tot twintig procent dit regelmatig deed. De steekproef was echter niet aselect en later onderzoek kwam op veel lagere percentages uit. Brits onderzoek in 1949 gaf aan dat een kwart van de mannen ooit voor seks had betaald. Latere onderzoeken en onderzoek in andere landen kwam uit op nog lagere percentages. In Nederland is tussen 1968 en 1989 drie keer onderzoek gehouden onder een aselecte steekproef van mannen. Men kwam uit op 11 à 14% mannen die ooit een prostituee had bezocht, en (in 1989) dat drie procent dit het afgelopen jaar ten minste één keer had gedaan. Waar de meeste studies het over eens zijn is, dat de vraag naar betaalde betaalde seks groter is: - onder mannen die in hun leven relatief veel verschillende seksuele partners hebben, - onder oudere mannen, - onder mannen die vaak van huis zijn, en - onder mannen die meer dan eens getrouwd zijn geweest. Gegeven het feit dat mensen gemiddeld steeds langer leven, gemiddeld meer verschillende relaties na elkaar hebben (al dan niet in een huwelijk) en arbeid steeds mobieler wordt, lijkt het waarschijnlijker dat de vraag naar betaalde seksuele diensten toeneemt, dan dat deze afneemt. Het onderzoek uit 2006 van het Ministerie van Justitie constateerde (zie Tweede Evaluatie opheffing bordeelverbod 2006) dat het aantal seksbedrijven met vergunning langzaam terugliep, maar liet de mogelijkheid open dat prostitutie zich verplaatste naar bedrijven die geen vergunning nodig hebben, of naar illegale vormen. \| Land \| Mannen, ooit betaald voor seks \| Onderzoek uit \| \| ---------------- \| ------------------------------ \| ------------- \| \| Verenigde Staten \| 67% \| 1948 \| \| Verenigde Staten \| 16% \| 1989 \| \| Groot-Brittannië \| 25% \| 1949 \| \| Groot-Brittannië \| 6% \| 1990 \| \| Groot-Brittannië \| 7% \| 1993 \| \| Groot-Brittannië \| 7% \| 1994 \| \| Groot-Brittannië \| 9% \| 2000 \| \| Nederland \| 12% \| 1968 \| \| Nederland \| 11% \| 1981 \| \| Nederland \| 14% \| 1989 \| \| Noorwegen \| 13% \| 1989 \| \| Denemarken \| 13% \| 1992 \| \| Australië \| 16% \| 2002 \| \| Schotland \| 10% \| 2006 \| |                                |               |
| Land | Mannen, ooit betaald voor seks | Onderzoek uit |
| Verenigde Staten | 67%                            | 1948          |
| Verenigde Staten | 16%                            | 1989          |
| Groot-Brittannië | 25%                            | 1949          |
| Groot-Brittannië | 6%                             | 1990          |
| Groot-Brittannië | 7%                             | 1993          |
| Groot-Brittannië | 7%                             | 1994          |
| Groot-Brittannië | 9%                             | 2000          |
| Nederland | 12%                            | 1968          |
| Nederland | 11%                            | 1981          |
| Nederland | 14%                            | 1989          |
| Noorwegen | 13%                            | 1989          |
| Denemarken | 13%                            | 1992          |
| Australië | 16%                            | 2002          |
| Schotland | 10%                            | 2006          |

## Slavernij en dwang rondom prostitutie
In veel rijke landen werken vermoedelijk illegale immigranten in de prostitutie, vermoedelijk soms ook tegen hun wil. Termen die hiervoor worden gebruikt zijn seksuele slavernij of mensenhandel. Een vaak geschilderd scenario is: vrouwen worden in een armer land geronseld onder belofte van een goede baan, en daarna verkocht aan organisaties die hen exploiteren. Als deze vrouwen illegaal in het gastland verblijven, kunnen ze vaak niet anders dan gehoorzamen aan hun exploiteurs wegens de dreiging gevangen te worden gezet of teruggestuurd. Ook kunnen die vrouwen worden bedreigd of mishandeld om hun gehoorzaamheid af te dwingen.
In Nederland wordt illegale vrouwen die aangifte doen van mensenhandel een tijdelijke verblijfsvergunning aangeboden, in de hoop dat hiermee de aangiftebereidheid groeit (zie Mensenhandel#Bestrijding).
In Aziatische landen als India en Thailand worden jonge meisjes soms door hun ouders verkocht aan bordeelhouders. In Thailand vindt dit recentelijk steeds minder plaats.
Tempelprostitutie bestaat nog in India en Nepal. Daarbij zijn de prostituees tempelslaven en bieden hun seksuele diensten voor de god of godin. Organisaties als People's Trust en de door Yolanthe Cabau van Kasbergen opgerichte stichting Stop Kindermisbruik strijden hiertegen.
Vanaf de jaren 1990 kennen we in West-Europa de term 'loverboy'. Onderzoekers van de Universiteit Utrecht hebben in 2004 vastgesteld (zie Feiten en vermoedens van mensenhandel, 2000-2008) dat ‘loverboy’ niets anders is dan een modieuze benaming voor ‘pooier’: een man die door welke oorzaak of om welke reden dan ook een intieme relatie met een meisje of vrouw heeft of nastreeft waarbij die vrouw werkt als prostituee, en waarbij eventueel hij haar, en/of zij hem, fysiek of psychisch onderdrukt.
Deze onderzoekers vonden geen aanwijzingen van grote of toenemende aantallen onderdrukkende pooiers in Nederland.

## Sekstoerisme
Bepaalde plaatsen in Thailand, zoals Pattaya zijn het doel van veel sekstoeristen: reizigers uit rijke landen die op zoek zijn naar goedkope seks. Daarbij kopen zij soms ook seks met minderjarigen. Andere bestemmingen voor sekstoeristen zijn Brazilië, de Filipijnen, de Caraïbische eilanden en landen in het voormalig Oostblok. Gambia is in opkomst als sekstoerisme-bestemming, ook voor vrouwen.

## Advertenties
Net als andere dienstverleners gebruiken prostituees regelmatig advertenties om klanten te werven. Met name callgirls, thuisprostituees en seksclubs gebruiken dergelijke advertenties.
De wetgeving op het gebied van dergelijke advertenties verschilt per land:
- In Nederland is het adverteren voor prostitutie legaal. In diverse reguliere kranten zijn advertenties voor prostitutie te vinden. Daarnaast staan er advertenties voor Nederlandse prostituees op het internet.
- In België is reclame maken voor prostitutie verboden. Toch is er al meer dan 20 jaar een gedoogbeleid. Wanneer een krant of boekje prostitutie-advertenties opneemt en er aan verdient, wordt ze toch niet vervolgd. Ook via het internet wordt openlijk geadverteerd
- In Duitsland, waar vormen van prostitutie legaal zijn, is het adverteren voor prostitutie sinds 2006 legaal
- In Londen kan men in menig telefooncel zogenaamde tart cards aantreffen, kaartjes met advertenties voor callgirls. Officieel is het plaatsen van deze kaartjes verboden[23]
- In Las Vegas zijn zowel prostitutie als het adverteren hiervoor officieel verboden. Op de Las Vegas Boulevard worden echter flyers uitgedeeld waarin prostituees hun diensten aanbieden. Dit wordt oogluikend toegestaan

## Prostitutie in de populaire cultuur

### In literatuur
- Verschillende werken van Neel Doff
- Fanny Hill, John Cleland, 1748
- Rood paleis, F. Bordewijk, 1936
- Die Insel des zweiten Gesichts, Albert Vigoleis Thelen, 1953
- The Happy Hooker: My own story, Xaviera Hollander, 1971
- Hoerenlopen, Boudewijn van Houten, 1977
- Hoeren, Ischa Meijer, 1979
- Het verrotte leven van Floortje Bloem, Yvonne Keuls, 1982
- Zilver, of Het verlies van de onschuld, Adriaan van Dis, 1988
- Blauw is bitter, Dirk Bracke, 1994
- Lelieblank, scharlakenrood, Michel Faber, 2003
- De asielzoeker, Arnon Grunberg, 2003
- Zonder moeder, Karina Schaapman, 2004
- Vals licht, Joost Zwagerman, 2004
- Elf minuten, Paulo Coelho, 2004
- Loverboys, Helen Vreeswijk, 2005
- Tegengif, Judith Visser, 2006
- Echte mannen eten geen kaas, Maria Mosterd, 2008
- Trilogie Tussen twee paleizen, Paleis van verlangen en De suikersteeg, Nagieb Mahfoez, 1956, ’56, ’57
- The Book of Dahlia, Elisa Albert, 2008
- The Innocent Sinner (De onschuldige zondaar), A.N.M., 2023

### In speelfilms
- Irma la Douce, 1963
- Belle de Jour, 1967
- Wat Zien Ik!?, 1971
- Jeanne Dielman, 23, quai du Commerce, 1080 Bruxelles, 1975
- Keetje Tippel, 1975
- Carrie, 1976
- Pretty Baby, 1978
- Christiane F., 1981
- Pretty Woman, 1990
- Leaving Las Vegas, 1995
- Deuce Bigalow: Male Gigolo, 1999
- Moulin Rouge!, 2001
- Lilja 4-ever, 2002
- Monster, 2003
- De Kus, 2004
- The Girlfriend Experience, 2009

### In televisieseries
- De South Park-aflevering Chickenpox (1998) bevat het karakter Old Frida, een straatprostituee met herpes.
- De Belgisch/Nederlandse televisieserie; Matroesjka's.
- Hung, een komedie-drama serie van HBO over een mannelijke prostituee en een vrouwelijke pooier.

### In computerspellen
- Grand Theft Auto: San Andreas (2004) bevat diverse tippelprostituees die de speler kan oppikken, en enkele erotische clubs. Ook kan de speler een pimp-level spelen.
- Grand Theft Auto IV (2008) bevat diverse tippelprostituees die de speler kan oppikken en daarmee kan de speler seksuele handelingen uitvoeren.
- Fable: The Lost Chapters (2005) bevat de Darkwood Bordello waar de speler een raadsel kan oplossen.
- In eerste deel van de Leisure Suit Larry serie levert prostitueebezoek een hoge score op. Als Larry echter vergeet een condoom te gebruiken zal hij geïnfecteerd raken en sterven (game over!).

### In liederen
- André Hazes - 't Rode licht
- Rob de Nijs –  Malle Babbe
- Astrid Nijgh - Ik doe wat ik doe
- Boudewijn de Groot - Meester Prikkebeen
- Frank Boeijen - Kronenburg Park (gebaseerd op het Kronenburgerpark in Nijmegen)
- The Police - Roxanne
- Édith Piaf - Milord

## Verder lezen
- Richard Symanski, The Immoral Landscape. Female Prostitution in Western Societies, 1981. ISBN 0409871303
- Melinda Chateauvert, Sex Workers Unite. A History of the Movement from Stonewall to Slutwalk, 2013. ISBN 0807061395
- Hans Vandecandelaere, En vraag niet waarom. Sekswerk in België, 2019. ISBN 9462671583
- Elwin Hofman, Magaly Rodriguez Garcia en Pieter Vanhees, Seks voor geld. Een geschiedenis van prostitutie in België, 2022. ISBN 9789044647327